# Maxim Iglinskiy
Ne doit pas être confondu avec Valentin Iglinskiy.
Maksim Guennadievitch Iglinskiy - en russe : Максим Геннадьевич Иглинский et en anglais : Maxim Iglinsky - , né le 18 avril 1981 à Tselinograd, est un coureur cycliste kazakh. Il est professionnel de 2004 à 2014. Champion du Kazakhstan du contre-la-montre en 2006 et de la course en ligne en 2007, il a remporté la classique Liège-Bastogne-Liège en 2012. Son frère Valentin est également coureur professionnel.

## Biographie
Maxim Iglinskiy commence sa carrière dans l'équipe kazakhe Capec, en 2004.
Il quitte cette équipe pour Domina Vacanze-De Nardi, en 2005, et se fait remarquer lors de la sixième étape du Tour d'Allemagne, au profil très vallonné arrivant à Singen, près de la frontière suisse. En 2006, il est membre de l'équipe Milram et décroche le titre de champion du Kazakhstan du contre-la-montre.
En 2007, Maxim Iglinskiy est recruté par l'équipe kazakhe Astana. Il devient champion du Kazakhstan sur route, il se distingue notamment lors de la sixième étape du Critérium du Dauphiné libéré, au profil montagneux, en devançant de plus de deux minutes tous les favoris sur la ligne à Valloire. Il fait bonne impression sur le Tour de France mais ne le termine pas par suite du retrait de sa formation, Astana, en raison du contrôle antidopage positif du leader Alexandre Vinokourov.
Il signe un nouveau succès sur la première étape du Tour de Romandie 2008 où il s'impose au sprint devant Michael Albasini, mais ne peut s'emparer du maillot de leader à la suite du résultat du prologue se déroulant la veille. Il finit neuvième du classement final, et permet à son coéquipier, Andreas Klöden de conserver son maillot jaune dans la quatrième étape, à Zinal où il effectue un excellent travail pour lui. Son équipe le récompense en l'emmenant lors de la dernière étape, où il échoue à la troisième place. En mai, il participe à son premier Tour d'Italie où il se met au service de son leader Alberto Contador, qui remporte l'épreuve. Au Tour de Suisse en juin, après avoir terminé sixième le la première étape, il se glisse à plusieurs reprises dans des échappées, la plupart lors des étapes de montagne ou vallonnées. Il passe souvent en tête des sommets suisses pendant toute la semaine de course, ce qui lui permet de finir avec le maillot de meilleur grimpeur sur ses épaules à Berne.
Il termine troisième du Tour méditerranéen 2010 (finalement deuxième après le déclassement d'Alejandro Valverde), en étant attentif et régulier tout au long d'une semaine marquée par le froid. Quinze jours plus tard, confirmant son état de forme, il remporte le difficile Monte Paschi Strade Bianche avant de terminer quatrième du Tirreno-Adriatico. Profitant de sa condition, il boucle Milan-San Remo à une belle huitième place, réalisant le premier Top 10 de sa carrière dans une classique monument. Il continue sur sa lancée en finissant septième de Gand-Wevelgem et huitième encore au Tour des Flandres.
Le 22 avril 2012, il s'impose sur Liège-Bastogne-Liège après être revenu sur Vincenzo Nibali peu avant la flamme rouge et avoir contré celui-ci dans la foulée. Il obtient cette victoire une semaine après que son coéquipier Enrico Gasparotto a remporté l'Amstel Gold Race.
En 2013, il reprend la compétition en Australie lors du Tour Down Under. Le 1er octobre 2014, il est suspendu provisoirement par l'UCI, après un contrôle antidopage révélant une possible prise d'EPO datant du 1er août 2014. Cette suspension arrive trois semaines après celle de son frère et coéquipier Valentin, pour les mêmes motifs.

## Palmarès et classements mondiaux

### Palmarès
| - 2002 - Vuelta a la Independencia Nacional : - Classement général - 8ea étape (contre-la-montre) - 2e étape du Tour de Chine - 2e du Tour de Chine - 2003 - 3e étape du Tour de Bulgarie - 2e de la Flèche ardennaise - 2004 - Classement général de la Vuelta a la Independencia Nacional - Prologue du Tour de Grèce - 1re étape du Prix de la Slantchev Brjag - 2e du Tour de Grèce - 3e du Mémorial Philippe Van Coningsloo - 2005 - Grand Prix de la ville de Camaiore - 6e étape du Tour d'Allemagne - 2006 - Champion du Kazakhstan du contre-la-montre - 2007 - Champion du Kazakhstan sur route - 6e étape du Critérium du Dauphiné libéré - 2008 - 1re étape du Tour de Romandie - 9e du Tour de Romandie | - 2009 - 3e du Grand Prix E3 - 8e du Grand Prix de Plouay - 2010 - Monte Paschi Strade Bianche - 2e du Tour méditerranéen - 4e de Tirreno-Adriatico - 7e de Gand-Wevelgem - 8e de Milan-San Remo - 8e du Tour des Flandres - 2012 - Liège-Bastogne-Liège - 2e des Strade Bianche - 2013 - 4e étape du Tour de Belgique - 1re étape du Tour d'Espagne (contre-la-montre par équipes) - Tour d'Almaty - 8e du championnat du monde sur route - 9e de l'Eneco Tour - 2014 - Médaillé d'argent au championnat d'Asie sur route |  |

### Résultats sur les grands tours

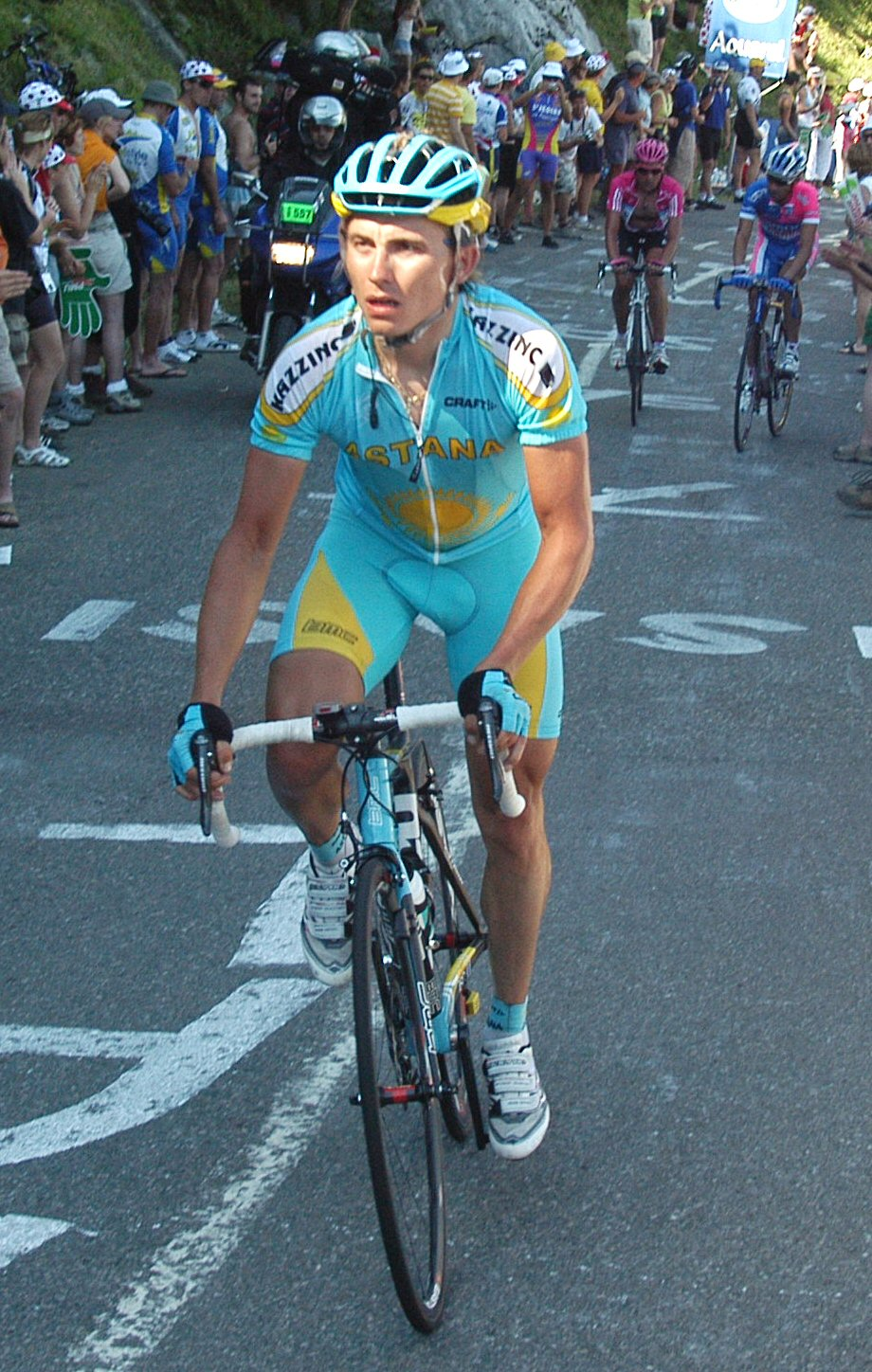
Maxim Iglinskiy durant le Tour de France 2007

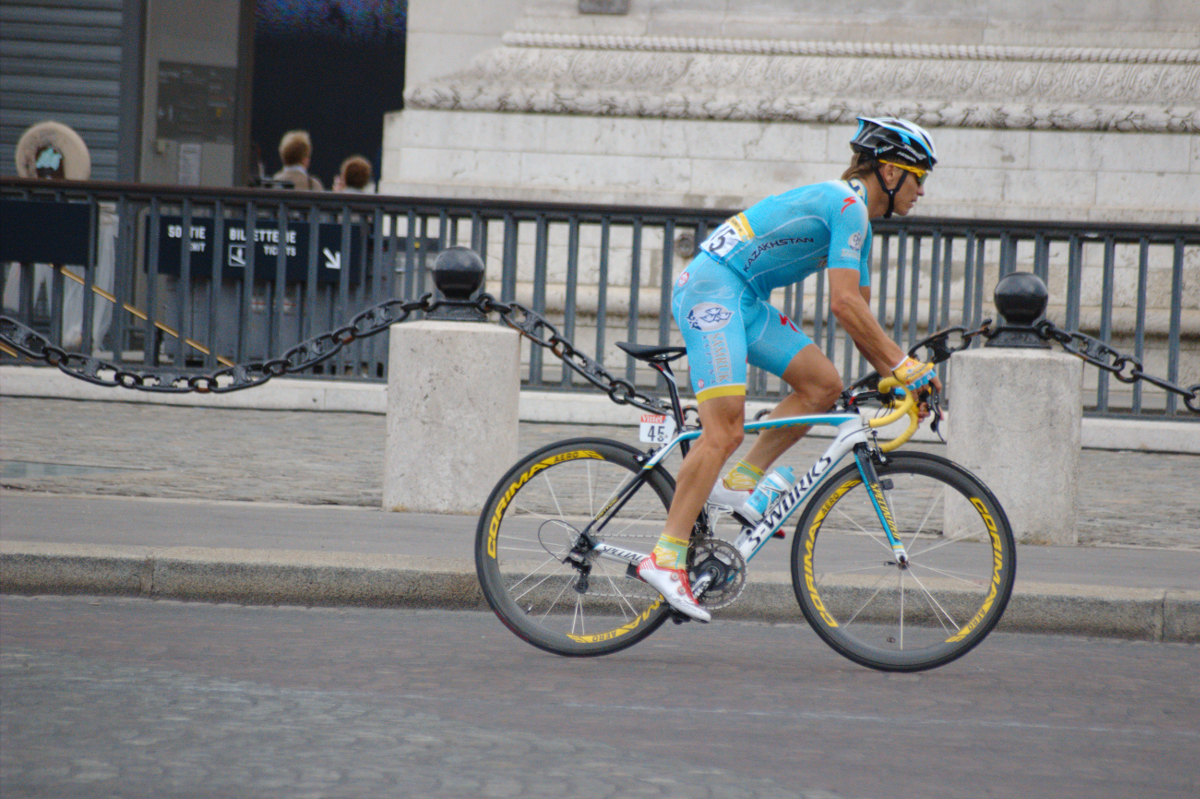
Maxim Iglinskiy lors de la dernière étape du Tour de France 2014.

#### Tour de France
7 participations
- 2005 : 37e
- 2006 : abandon (16e étape)
- 2007 : exclusion de l'équipe Astana (16e étape)
- 2010 : 131e
- 2011 : 105e
- 2012 : 116e
- 2014 : 129e

#### Tour d'Italie
1 participation
- 2008 : 55e

#### Tour d'Espagne
2 participations
- 2009 : non-partant (18e étape)
- 2013 : abandon (19e étape), vainqueur de la 1re étape (contre-la-montre par équipes)

### Classements mondiaux
| Année                  | 2005 | 2006 | 2007 | 2008 | 2009 | 2010 | 2011 | 2012 | 2013 | 2014 |
| ---------------------- | ---- | ---- | ---- | ---- | ---- | ---- | ---- | ---- | ---- | ---- |
| Classement ProTour     | 170e |      | 185e | 76e  |      |      |      |      |      |      |
| Calendrier mondial UCI |      |      |      |      | 143e | 42e  |      |      |      |      |
| UCI World Tour         |      |      |      |      |      |      |      | 52e  | 141e | nc   |